# سیارک ۱۳۰۳۷
سیارک ۱۳۰۳۷ (به انگلیسی: 13037 Potosi، نامگذاری:1990EN3) سیزده هزار و سی و هفتمین سیارک کشف شده‌است که در ۲ مارس ۱۹۹۰ کشف شد.
قدر مطلق سیارک برابر ۱۵.۵ است.